# Steven Peters
Steven Peters (* 1987 in Saarbrücken) ist ein deutscher Professor im Fachbereich Maschinenbau der Technischen Universität Darmstadt. Er leitet seit April 2022 das dortige Fachgebiet Fahrzeugtechnik (FZD).

## Leben und Wirken
Nach dem Abitur 2005 studierte Peters Wirtschaftsingenieurwesen am Karlsruher Institut für Technologie (KIT, damals Universität Karlsruhe (TH)) mit Schwerpunkten in Fahrzeug- und Produktionstechnik. 2009 schloss er sein Studium mit Diplom ab. Anschließend arbeitete er als wissenschaftlicher Assistent am Institut für Produktionstechnik (wbk) am KIT. Dort promovierte er 2013 zum Doktor der Ingenieurwissenschaften (Dr.-Ing.). Seine Doktormutter ist Gisela Lanza. Bis 2016 blieb er am Institut als Oberingenieur (Abteilungsleiter) und war in 2014 und 2015 erster KIT-Industry Fellow der Daimler AG. In der Folge arbeitete er von 2016 bis 2022 bei der Daimler AG bzw. Mercedes-Benz AG. In dieser Zeit gründete und leitete er die KI-Forschung (Team Artificial Intelligence Research) und war am Konzeptfahrzeug Vision EQXX beteiligt, das als der effizienteste Mercedes-Benz gilt. Seit 2022 ist Peters Universitätsprofessor für Fahrzeugtechnik an der TU Darmstadt und Leiter des dortigen Fachgebiets Fahrzeugtechnik (FZD) im Fachbereich Maschinenbau. 
Steven Peters hat über 50 Patentanmeldungen auf dem Gebiet der Fahrzeugtechnik vorzuweisen.

## Auszeichnungen
2015 wurde ihm die Otto-Kienzle-Gedenkmünze der wissenschaftlichen Gesellschaft für Produktionstechnik (wgp) verliehen.

## Nachweise
1. ↑  Automotive Engineering: Prof. Dr.-Ing. Steven Peters. Abgerufen am 1. April 2022 (englisch).
2. ↑  Mercedes-Benz Group: Künstliche Intelligenz – ein Werkzeug für Mercedes-Benz. Abgerufen am 1. April 2022.
3. ↑  Mercedes-Benz Group: VISION EQXX – der effizienteste Mercedes-Benz aller Zeiten. 3. Januar 2022, abgerufen am 1. April 2022.
4. ↑  Google Patents. Abgerufen am 1. April 2022.
5. ↑  Auszeichnung Otto-Kienzle-Gedenkmünze. In: WGP. Abgerufen am 1. April 2022 (deutsch).

| Personendaten    | Personendaten       |
| ---------------- | ------------------- |
| NAME             | Peters, Steven      |
| KURZBESCHREIBUNG | deutscher Ingenieur |
| GEBURTSDATUM     | 1987                |
| GEBURTSORT       | Saarbrücken         |